# Елізабет Кві
Елізабет Кві (англ. Elizabeth Cui, 12 серпня 1997) — новозеландська стрибунка у воду.
Учасниця Олімпійських Ігор 2016 року, де в стрибках з 3-метрового трампліна посіла 24-те місце.